# توکوگاوا ایه‌موچی
توکوگاوا ایه‌موچی، توکوگاوا یوشیتومی (به ژاپنی: 徳川 家茂 Tokugawa Iemochi); ۱۷ ژوئیهٔ ۱۸۴۶ – ۲۹ اوت ۱۸۶۶) در سن دوازده سالگی به عنوان چهاردهمین شوگون از شوگون‌سالاری توکوگاوا منصوب شد. وی در سن ۲۰ سالگی درگذشت. پدر اصلی وی توکوگاوا ناری‌یوکی رهبر یکی از شعبه‌های خاندان توکوگاوا به نام خاندان کیشو توکوگاوا بود.

## انتخاب به شوگونی
خاندان شیمیزو توکوگاوا یکی از گوسانکیو یا خاندان‌هایی بود که امتیاز این را داشت که در صورتیکه خاندان اصلی توکوگاوا وارثی برای ادامه شوگون‌سالاری نداشت، شوگون بعدی از این خاندان انتخاب شود. شوگون سیزدهم، توکوگاوا ایه‌سادا فرزندی از خود برجا نگذاشت. به همین علت ایه‌موچی بعدها به فرزندخواندگی خاندان شیمیزو توکوگاوا درآمد تا شرایط شوگون شدن را داشته باشد.
قبل از مرگ توکوگاوا ایه‌سادا وی وصیت نامه خود را به ای نائوسوکه داد، که:
نخست، تا زمانی که ایه‌موچی به اندازه کافی بزرگ شود تا بتواند حکومت کند، ای نائوسوکه باید به ایه‌موچی در اداره کشور و دولت کمک کند.
دوم، در همه مسائل سیاسی باید با تن شو-این (همسر شوگون سیزدهم) به عنوان نامادری ایه‌موچی جهت بررسی مطرح شود.

## ازدواج با خواهر امپراتور
پس از آنکه ای نائوسوکه به دلیل حادثه ساکورادامون (۱۸۶۰) جان خود را از دست داد، شوگون‌سالاری توکوگاوا برای حفظ اتحاد بین شوگون‌سالاری و دربار، کوبو گاتای (وحدت امپراتوری و شوگون‌سالاری، مرام سیاسی امپراتور کومِی)، دو نفر از روجوهای (ریش سفیدان) شوگون‌سالاری، آندو نوبوماسا و کوزه هیروچیکا خواستار ازدواج خواهر امپراتور کومی، چیکاکو، شاهدخت کازو با شوگون وقت، توکوگاوا ایه‌موچی شدند. امپراتور امپراتور کومی به شرط اجرای اخراج بیگانگان توسط توکوگاوا ایه‌موچی با این ازدواج موافقت کرد.
این ازدواج سیاسی در ۱۱ فوریه ۱۸۶۲ صورت گرفت. از این ازدواج فرزندی حاصل نشد. توکوگاوا یوشینوبو شوگون پانزدهم، فرزندخوانده ایه‌موچی و همسرش شاهدخت کازو بود.

## فرمان اخراج اجنبی‌ها
فرمان اخراج اجنبی‌ها در سال ۱۸۶۳ میلادی بر اساس احساسات ضد خارجی و جنبش و اندیشهٔ سون‌نو جوای حرمت‌گزاری به امپراتور، اخراج اجنبی‌ها رایج در آن زمان صادر شد. با این حکم امپراتور کُومِی شخصاً توافق و موافقت خود را با چنین احساساتی در کشور اعلام کرد، با توجه به شرایط بعد از قرن‌ها فرصت برای ایفای نقش فعال توسط امپراتور در مسائل مربوط به دولت به وجود آمد و امپراتور در مقابله با قراردادهای بسته شدن با خارجیان به مداخله در حکومت شوگون‌ها وارد شد. او در تاریخ ۱۱ مارس ۱۸۶۳ این فرمان را صادر کرد و آخرین مهلت برای اجرای فرمان را دو ماه یعنی ۱۱ مه ۱۸۶۳ (گاه‌شماری قمری) برابر با اول ماه ژوئیه ۱۸۶۳ (میلادی) قرار داد.
روز ۹ ژوئن سال ۱۸۶۳ شوگون وقت توکوگاوا ایه‌موچی به دربار گزارش داد که خارجی‌ها روز ۲۴ این ماه اخراج خواهند شد. پیش تر هم او دو بار تاریخی معین کرده اما هر بار ناچار شده بود که کار را به تعویق بیندازد. او با بی میلی تاریخ دیگری را معین کرد چون خوب می‌دانست که اگر خارجی‌ها به جنگ روی بیاورند ژاپن آمادگی مقابله ندارد. از سویی هم زیر فشار پیگیر دربار بود زیرا که در برابر وصلت با خواهر امپراتور کومی قول داده بود که بیگانگان را بیرون کند.

## رفتن به کیوتو
ایه‌موچی در روز در۲۲ آوریل سال ۱۸۶۳ برابر با چهارمین روز از ماه سوم قمری، به فرمان امپراتور با همراهی ۳۰۰۰ نفر به کیوتو سفر کرد و با این کار تجدید اعتبار و قدرت مسلط امپراتور را پذیرفت. او نخستین شوگون در شوگون‌سالاری توکوگاوا بود پس از ۲۲۹ سال به کیوتو پا می‌گذاشت. در این سفر او قول انجام سیاست راندن بیگانگان را به امپراتور کومی داد. همچنین برای زیارت همراه با امپراتور به معبد کامو رفت. این اولین بار بود که امپراتور ژاپن بعد از ۲۳۷ سال از قصر و محل اقامتش (گوشو) خارج می‌شد. وی در راه بازگشت از این سفر مورد حمله تندروهای طرفدار اخراج خارجیان قرار گرفت. در ۷ مارس، او از کاخ امپراتوری بازدید کرد و به برادر همسرش، امپراتور کومی، قول داد که بیگانگان را از کشور اخراج کند. او همچنین از امپراتور به خاطر فرمان امپراتوری مبنی بر تفویض قدرت حکومت به او ابراز قدردانی کرد. این اولین باری بود که تفویض قدرت به شوگون‌سالاری، که از اواخر قرن هجدهم در میان افراد مهم و محققان مورد بحث قرار گرفته بود، اما صرفاً یک ایده مفهومی بود، رسماً به رسمیت شناخته شد.
در بهار سال سوم بونکیو، ۱۸۶۳، شوگون وعدهٔ دیرین خود را به امپراتور مبنی بر اخراج بیگانگان تا ۱۰ مه صادر کرد. در ماه آوریل، او از کیوتو به اوساکا سفر کرد تا سوار کشتی جنگی توکوگاوا، کشتی جنگی ژاپنی کارین مارو، به فرماندهی کاتسو کایشو شود. هدف ایه‌موچی این بود که خلیج اوساکا را از روی کشتی زیر نظر داشته باشد، با این هدف که استحکامات ساحلی را در آن منطقه حیاتی، که بسیار نزدیک به پایتخت مقدس امپراتوری بود، تقویت کند. شینسنگومی برای محافظت از شوگون به اوساکا رفت. در روز ۹ ماه مه، یک روز قبل از مهلت موعود، مقام‌های توکوگاوا تسلیم خواسته‌های بریتانیای کبیر برای غرامت به قربانیان سامورایی‌های ساتسوما در پی حادثه ناماموگی شدند. البته این امر بهانهٔ مناسبی به رادیکال‌های دربار و متحدان سامورایی آنها داد تا علیه باکوفو حمله کنند.: ۳۶ 
در روز پانزدهم از ماه اول قمری در ۱۸۶۴ ایه‌موچی برای بار دوم به کیوتو سفر کرد. شش روز پس از ورودش در ۲۲ فوریه امپراتور او را به سمت وزیر راست و فرمانده نگهبانان منصوب کرد. ایه‌موچی که برای ابراز تشکر به قصر کیوتو آمده بود از امپراتور سخنان تلخی شنید امپراتور گفت افسوس به هر سو که می‌نگریم آشفتگی و از هم پاشیدگی است. در داخل نظم عمومی به هم ریخته، میان عالی و دانی تفرقه افتاده و مردم گرفتار نهایت رنج و ناراحتی اند. در خارج، ما مورد اهانت پنج دولت متفرعن شده‌ایم و چنین پیداست که غلبه‌شان بر ما سرنوشت مقدر و محتوم ماست همچنین امپراتور از وی خواست که در خود عنوانی که یک شوگون دارد همچون سرکوب‌گر وحشیان رفتار کند.
در دومین بار سفر به کیوتو او کوشش کرد تا اجماع بین طرفداران اصلی اتحاد دربار و شوگون‌سالاری را که پس از کودتای ۱۸ اوت کنترل سیاسی را به دست گرفته بودند، تقویت کند. مذاکرات بین ژانویه و مارس در دربار امپراتوری و قلعه نیجو، دژ توکوگاوا در کیوتو، برگزار شد. در این مذاکرات شش فئودال قدرتمند که از اتحاد حمایت می‌کردند، حضور داشتند. از جمله آنها می‌توان به شوگون بعدی هیتوتسوباشی یوشینوبو و اربابان آیزو، قلمرو فوکویی، قلمرو توسا، قلمرو ساتسوما و قلمرو اواجیما اشاره کرد. دو موضوع اصلی مورد بحث قرار گرفت. مورد اول مربوط به بستن بندر شرقی بندر یوکوهاما به روی خارجی‌ها بود که تجارت خارجی را به ناگاساکی در جنوب غربی و هاکوداته در شمال دور محدود می‌کرد. طرف توکوگاوا استدلال می‌کرد که یوکوهاما باید بسته شود تا به دربار امپراتوری نیت خیر شوگون برای عمل به وعده‌اش مبنی بر اخراج خارجی‌ها نشان داده شود. اما باکوفو در اصل قصد بستن یوکوهاما یا اخراج خارجی‌ها را نداشت و انگیزه پنهان آن راضی کردن امپراتور بیگانه‌هراس بود. دیگر اربابان فئودال حاضر، به ویژه شیمازو هیسامیتسو از ساتسوما، با جناح توکوگاوا مخالفت کردند و استدلال کردند که نقض معاهدات تجاری ممکن است باعث جنگ با خارجی‌ها شود. موضوع دیگر مربوط به نحوه برخورد با قلمرو چوشو یتندرو بود. یوشینوبو جناح توکوگاوا را در درخواست برخورد شدید با این دشمن قسم‌خورده باکوفو، از جمله یک لشکرکشی نظامی احتمالی برای مجازات چوشو (اردوکشی‌های چوشو)، رهبری کرد.: ۷۲ 
ایه‌موچی در رزو ۲۲ از ماه پنجم قمری در سال ۱۸۶۵ برای سومین و آخرین بار به کیوتو وارد شد.

## مرگ ناگهانی

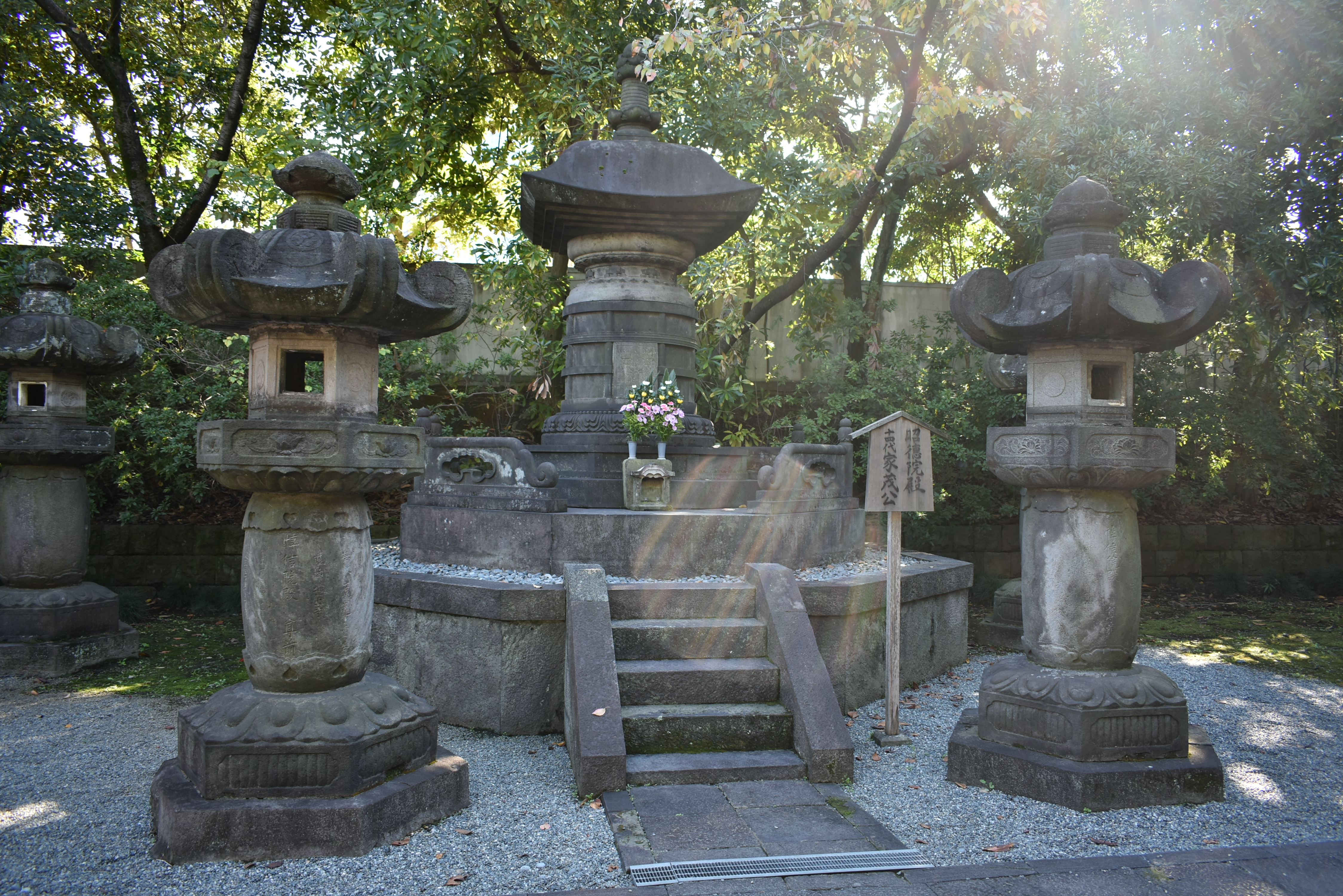
مقبره ایه‌موچی در پارک شیبا در توکیو

با وجود اینکه ایه‌موچی پس از چندین ماه اقامت در کیوتو اعلام کرده بود که به ادو بر می‌گردد تا ۲۰ دسامبر در منطقه کانسای (کیوتو و پیرامون آن) می‌گشت. ایه‌موچی پس از چند روز ناخوشی در اوساکا به بستر مرگ افتاد. او چون فرزندی نداشت ابتدا می‌خواست پسر سه ساله توکوگاوا یوشی‌یوری، توکوگاوا ایه‌ساتو، که فرزندخواندهٔ او بود، را جایگزین خود کند که هیچ‌کس با این نظر موافقت نکرد. سرانجام ناگزیر در یادداشتی به امپراتور درخواست کرد که توکوگاوا یوشینوبو، شوگون و فرمانده لشکر اعزام شده به قلمروی چوشو شود. او در ۲۹ اوت ۱۸۶۶ درگذشت. علت مرگ ایه‌موچی به‌طور گسترده‌ای به عنوان نارسایی قلبی ناشی از بیماری بری‌بری گزارش شده است در نتیجه رژیم غذایی نامناسب، سوءتغذیه و کمبود تیامین (ویتامین ب) گزارش شده است.
جسد او توسط یک کشتی که به تازگی از انگلستان خریداری شده بود به نام کشتی جنگی ژاپنی چوگی مارو از اوساکا به ادو منتقل شد.

## دوره‌های شوگونی
سال‌هایی که ایه‌موچی "'شوگون " بوده است به‌طور خاص با نام عصر ژاپنی مشخص شده است.
- آنسی (دوره)  (۱۸۵۴–۱۸۶۰)
- مانئن  (۱۸۶۰–۱۸۶۱)
- بونکیو (دوره)  '(۱۸۶۱–۱۸۶۴)
- گنجی (دوره)  '(۱۸۶۴–۱۸۶۵)
- کیئو (دوره)  '(۱۸۶۵–۱۸۶۸)